# دیک هاوارد (ورزشکار)
دیک هاوارد (انگلیسی: Dick Howard; ۲۲ اوت ۱۹۳۵ – ۹ نوامبر ۱۹۶۷) ورزشکار دو و میدانی اهل ایالات متحده آمریکا بود.